# Potentilla queretarensis
Potentilla queretarensis är en rosväxtart som beskrevs av Jerzy Rzedowski, James Jim Alexander Calderón. Potentilla queretarensis ingår i Fingerörtssläktet som ingår i familjen rosväxter. Inga underarter finns listade i Catalogue of Life.